# Giovanni Antonio Faldoni
Giovanni Antonio Faldoni, 24 avril 1689 à Asolo et mort vers 1770, est un peintre et graveur italien.

## Biographie
Giovanni Antonio Faldoni naît le 24 avril 1689 à Asolo. Il est le fils de Girolamo, un peintre, et de Maria Compagnoni. 
Il étudie la peinture de paysage auprès d'Antonio Luciani, mais ses œuvres peintes sont peu connues.
Il cesse la peinture de paysage pour la gravure au burin. Il prend pour modèles et pour guides Sadeler et Claude Mellan, qu'il imite avec succès.
Il s'installe à Venise au début du XVIIIe siècle et grave en 1723 un portrait du procurateur Giovanni Emo. Entre 1724 et 1735, il grave une série de copies de dessins de Parmigianino réalisées par l'aîné Anton Maria Zanetti. Parmi ses estampes, généralement estimées, les principales sont : les portraits d'un doge et de plusieurs autres grands personnages de Venise ;  une Sainte Famille, dans un beau paysage ;  une Conception de la Vierge, d'après Sebastiano Ricci ;  la Nativité de Jésus-Christ ;  David jouant de la harpe devant Saül, et David fuyant la colère de Saül, d'après Pierre de Cortone ;  enfin, une Partie de campagne d'après Pietro Longhi.
Giovanni Antonio Faldoni serait mort vers 1770 à Rome ou à Venise.